# Jumandiacris perlata
Jumandiacris perlata is een rechtvleugelig insect uit de familie veldsprinkhanen (Acrididae). De wetenschappelijke naam van deze soort is voor het eerst geldig gepubliceerd in 1998 door Amédégnato & Poulain.